# Matthew Olosunde
Matthew Olawale Olosunde (sinh ngày 7 tháng 3 năm 1998) là cầu thủ bóng đá người Mỹ chơi cho Manchester United ở vị trí Hậu vệ phải.

## Sự nghiệp Câu lạc bộ

### New York Red Bulls
Olosunde bắt đầu sự nghiệp ở Học viện New York Red Bulls với vị trí chạy cánh phải và thi đấu cho đội bóng ở cấp độ U16 và U18 của Học viện.
Vào ngày 16 tháng 8 năm 2014, anh thi đấu khoảng 71 phút cho đội dự bị của New York Red Bulls trong trận thắng 1–0 trước Wilmington Hammerheads ở giải United Soccer League.
Trước khi cập bến Old Trafford, Matthew Olosunde đã bỏ New York Red Bulls để đi học ở trường đại học Duke thuộc miền Bắc Carolina. Tại đây, Huấn luyện viên của Duke, ông John Kerr đánh giá rất cao tài năng trẻ này. Olosunde đã rời khỏi đội Red Bulls sau Giải vô địch bóng đá U-17 thế giới 2015 để tiếp tục công việc học tập.

### Manchester United
Vào tháng 1 năm 2016, Olosunde đã gia nhập câu lạc bộ Manchester United đến từ Giải bóng đá Ngoại hạng Anh. Một thông tin được tiết lộ rằng, Câu lạc bộ Manchester United sẽ cung cấp cho anh một khóa học trực tuyến tại Đại học Oxford để thuyết phục anh ta chuyển tới. Anh nhận được giấy phép lao động quốc tế và chính thức gia nhập đội bóng vào ngày 11 tháng 3.
Đội chủ sân Old Trafford đã ký hợp đồng với hậu vệ Matthew Olosunde từ câu lạc bộ New York Red Bulls vào ngày 29 tháng 1 năm 2016. Nhưng phải tới ngày 11 tháng 3, thương vụ này mới chính thức được công bố vì liên quan đến các yêu cầu về luật chuyển nhượng quốc tế.
Ngay lập tức, tài năng trẻ 18 tuổi người Mỹ đã được chuyển vào đội U18 Man Utd và đã có màn ra mắt đội trẻ Quỷ đỏ vào đêm qua với Brighton & Hove Albion. Mầm non người Mỹ đã thi đấu trọn vẹn 90 phút nhưng U18 Man Utd lại để thua với tỉ số 1-2 tại Altrincham.
Ban đầu, anh gia nhập đội hình U18 của United rồi được thăng cấp lên đội U23 trước mùa giải 2016–2017. Anh đã có 18 lần ra sân ở phiên bản nâng cấp Premier League 2. Ở mùa giải 2017–2018, anh ra sân cho Quỷ đỏ với 10 trận ở Premier League 2 tuy nhiên không giúp cho đội U23 Manchester United bị xuống hạng hai tại giải Premier League 2.
Vào tháng 4 năm 2017, Olosunde được đề cử cho Giải thưởng bàn thắng của Tháng ở câu lạc bộ vì nỗ lực solo của mình trước Real Salt Lake tại Cúp Dallas.
Một tháng sau đó, anh tham dự trong đội hình một ở Giải bóng đá Ngoại hạng Anh trước các đối thủ Arsenal và Tottenham Hotspur.

## Sự nghiệp Quốc tế
Olosunde đã chơi cho Hoa Kỳ ở một số cấp độ trẻ. Đối với U17 Hoa Kỳ, anh đã ra sân 30 trận và là một phần trong danh sách 21 cầu thủ đại diện đội trẻ Hoa Kỳ tham dự Giải vô địch bóng đá U-17 thế giới 2015 tại Chile. Anh chỉ xuất hiện cùng đội trong trận đấu đầu tiên với U17 Nigeria. Do là người gốc Nigeria, anh cũng đủ điều kiện thi đấu cho đội tuyển Nigeria ở cấp độ quốc tế.

## Sở trường thi đấu
Olosunde sinh ngày 7 tháng 3 năm 1998 tại Trenton, New Jersey, Hoa Kỳ. Cầu thủ này sở hữu chiều cao lý tưởng 1m86, có thể đá tốt cả vị trí hậu vệ phải, trung vệ và tiền vệ phòng ngự. Olosunde hiện đang xếp thứ 22 trong bảng xếp hạng các cầu thủ tiềm năng ở tuổi 17 do TopDrawerSoccer.com của “IMG Academy 150” công bố. Ngoài ra, anh cũng đã có 30 lần khoác áo tuyển U17 Mỹ, và cùng đội bóng nước này giành chức vô địch Mercedes Benz Aegean Cup 2014 và xếp thứ 3 tại bảng A- Nordic U17 Football Championship 2014.